# Seramsmygsångare
Seramsmygsångare (Locustella musculus) är en fågel i familjen gräsfåglar inom ordningen tättingar.

## Utbredning och systematik
Fågeln förekommer enbart på ön Seram i ögruppen Moluckerna i Indonesien. Den behandlas som monotypisk, det vill säga att den inte delas in i några underarter. Tidigare behandlades den som underart till Locustella castanea men urskiljs som egen art efter studier från 2020.

## Status
Fågeln har ett begränsat utbredningsområde, men beståndet anses vara stabilt. IUCN kategoriserar den som livskraftig. Världspopulationen uppskattas till mellan 10 000 och 20 000 vuxna individer.